# Мораес, Валдир Жоакин де
Валдир Жоакин де Мораес (порт. Valdir Joaquim de Moraes; 23 ноября 1931 или 23 января 1931, Порту-Алегри — 11 января 2020, Порту-Алегри) — бразильский футболист, который играл на позиции вратаря. Он считается одним из лучших вратарей в истории «Палмейраса».

## Биография
Его настоящая фамилия звучала «Мораис», через «и» (так он подписывался), но по ошибке была изменена на «Мораес». Он был одним из лучших вратарей своего времени, несмотря на низкий рост (170 см). Входил в состав «Палмейраса», который прославился как «Академия Футбола». Хорошая реакция и удачный выбор позиции сделали его одним из лучших вратарей в истории бразильского футбола. Он трижды выигрывал кубок Бразилии: в 1960 и 1967 (плюс Кубок Робертао) годах. В 1965 году он принял участие в матче сборной Бразилии (полностью состояла из игроков «Палмейраса») против Уругвая за Кубок Независимости, это был матч-открытие стадиона «Минейран» в Белу-Оризонти, хозяева выиграли со счётом 3:0. По окончании игровой карьеры Мораес стал тренером вратарей «Палмейраса». Он периодически исполнял обязанности тренера таких команд, как «Гремио», «Сан-Паулу» и «Коринтианс».
Валдир Жоакин де Мораес скончался 11 января 2020 года в возрасте 88 лет в Порту-Алегри от полиорганной недостаточности.